# Magmara
Magmara is een geslacht van wantsen uit de familie van de Tingidae (Netwantsen). Het geslacht werd voor het eerst wetenschappelijk beschreven door Pericart in 1977.

## Soorten
Het genus bevat de volgende soorten:

- Magmara alfierii (Drake & Ruhoff, 1961)
- Magmara almeriense Günther, 1998